# Forde Abbey
Forde Abbey é uma antiga abadia Cisterciense de propriedade privada, situada em Dorset, Inglaterra, com morada postal em Chard, Somerset. A casa e os jardins são geridos como uma atração turística, enquanto a propriedade de 650 hectares é cultivada para gerar receitas adicionais. Forde Abbey é um edifício classificado de Grau I.

## História
Entre 1133 e 1136, o rico nobre Richard de Brioniis construiu um priorado nas suas terras em Brightley (que significa "pastagem brilhante" ou "clara") e convidou Gilbert, Abade de Waverley em Surrey, a enviar 12 monges para formar ali uma nova comunidade Cisterciense. Uma história conta que as terras agrícolas que rodeavam o novo priorado eram insuficientemente férteis, forçando os monges a considerar o regresso à casa-mãe em 1141. Contudo, Adelicia de Brioniis, irmã de Richard e sucessora da sua propriedade, ofereceu-lhes um local alternativo perto do Rio Axe, na herdade de Thorncombe. Aqui, entre 1141 e 1148, construíram um novo priorado que passou a ser conhecido como "Ford" devido à sua proximidade a uma antiga travessia do rio. O mosteiro foi dedicado à Virgem Maria.
João de Ford (c. 1140 – 21 de abril de 1214) foi prior de Forde Abbey, depois, a partir de 1186, abade da sua casa-filha de Bindon, e entre 1191 e 1214 abade de Forde. Foi amigo e aliado de Rei João durante o interdito papal, recebendo remuneração do rei. A fundação cresceu e tornou-se muito rica, possuindo eventualmente terras com aproximadamente 12 140 hectares no século XIV. Algures no século XIII, o corpo de São Wulfric de Haselbury foi sepultado no transepto ocidental da igreja da abadia, após uma tentativa de monges Beneditinos de Montacute Priory de roubar o corpo do santo. O terceiro abade, Abade Baldwin, tornou-se Arcebispo da Cantuária. O Abade Chard, o último abade de Forde na época da dissolução dos mosteiros, entregou a abadia à Coroa pacificamente em 1539. Os edifícios e terras da abadia foram arrendados em 1540 a Richard Pollard (1505-1542), segundo filho de Sir Lewis Pollard (c.1465-1526) de King's Nympton, Devon, Juiz do Common Pleas de 1514 a 1526. Richard Pollard foi posteriormente feito cavaleiro e o seu filho vendeu Forde Abbey ao seu parente, Sir Amias Poulet de Hinton St George, Somerset. Sir Amias e o seu pai antes dele tinham atuado como Administradores da Abadia e suas propriedades enquanto era um mosteiro. Em 1580–81, Sir Amias Poulet foi autorizado a alienar terras pertencentes àquela abadia a William Rosewell, o filho de 20 anos de William Rosewell, Solicitador-Geral. Forde Abbey provavelmente mudou de mãos por volta da mesma época. William Rosewell de Forde morreu em 1593 e Forde Abbey foi deixada à sua esposa Anne. O seu filho Henry provavelmente assumiu a propriedade na maioridade em 1611. Henry tornou-se Sir Henry Rosewell de Forde em 1619. Forde Abbey foi mantida por quase setenta anos pelos Rosewells até ser vendida em 1649 a Edmund Prideaux (falecido em 1659), Membro do Parlamento por Lyme Regis e Tesoureiro do Inner Temple, Londres. Ele apoiou a causa Parlamentar durante a Guerra Civil Inglesa e foi o procurador-geral durante a maior parte do Interregno. Fez fortuna praticando advocacia e dirigindo o serviço postal Parlamentar. Após adquirir a propriedade, converteu os edifícios na sua residência privada, com várias características classicizantes, incluindo a pequena loggia.
A casa permaneceu praticamente inalterada durante o século XVIII, embora os jardins tenham sido criados neste período. Em 1815, a casa foi alugada ao filósofo Jeremy Bentham. Durante o século XIX, a casa teve uma sucessão de proprietários, alguns dos quais negligenciaram a casa enquanto outros tentaram renová-la. Em 1905, a prima do último proprietário herdou a casa e mudou-se com o seu marido Freeman Roper, cujos descendentes ainda possuem e habitam a casa e as propriedades.

## Casa e jardins
Grande parte do mosteiro original, incluindo a igreja da abadia, foi demolida no período posterior à dissolução; apenas duas estátuas, agora em exposição no Grande Salão, foram encontradas da igreja original. As partes monásticas da casa atual são o Grande Salão, o lado norte do quadrado original dos claustros, bem como os alojamentos dos monges, o Refeitório Superior e a Cripta, que era a área de trabalho da abadia, e a Casa do Capítulo, que foi convertida numa capela. Outros quartos foram posteriormente convertidos em Salões Nobres e não mostram evidências do seu uso anterior. Prideaux adicionou alguns quartos e uma área de receção na frente do edifício como parte da sua conversão da abadia numa casa privada.
Os jardins de Forde Abbey são uma das principais atrações. Estão classificados como Grau II* na Lista Nacional de Património para Inglaterra como um "jardim historicamente importante". A família Roper manteve e melhorou os jardins durante a sua posse. Os jardins cobrem aproximadamente 12 140 hectares, incluindo várias fontes de água, jardins plantados e um arboreto. Os relvados foram dispostos em frente da casa no século XVIII e muitas das árvores foram plantadas no século XIX. O Grande Lago, que era originalmente a barragem de um moinho de água, alimenta uma série de cascatas pela colina até três lagos menores que faziam parte dos jardins dispostos no século XVIII. Na margem do Grande Lago encontra-se a Casa de Faia, uma estrutura formada por sebes de faias que foi criada na década de 1930 para servir de esconderijo de observação de aves com vista para o lago. Há também um Jardim de Charneca junto ao lago.
No segundo maior lago, o Lago da Sereia, a família Roper instalou a Fonte do Centenário em 2005 para comemorar o centenário da sua posse de Forde Abbey. Com quarenta e nove metros de altura, afirma-se ser a fonte movida a motor mais alta de Inglaterra. Mais perto da casa, rodeando o Lago Comprido, existe uma extensa plantação de plantas com flores que proporcionam uma visão colorida nos meses de verão. Atrás da casa, existe uma horta murada vitoriana que originalmente fornecia alimentos à casa, mas agora é usada principalmente como viveiro para fornecer plantas para venda aos visitantes.

## Outros sepultamentos em Forde Abbey
- Renaud de Courtenay
- Edward de Courtenay, 3.º Conde de Devon
- Hugh Courtenay (KG)